# Samantha Nogales Arispe
Samantha Nogales Arispe (Cochabamba, Bolivia, 1 de noviembre de 1989) es una política y artista boliviana. Desde 2020, se desempeña como diputada nacional por Cochabamba en la Asamblea Legislativa Plurinacional de Bolivia, representando a la alianza Comunidad Ciudadana. A lo largo de su trayectoria, ha combinado su labor política con su carrera artística, participando en diversas iniciativas culturales y sociales. Como legisladora, ha trabajado en temas relacionados con cultura, asistencia familiar y fiscalización. Su participación en la política boliviana ha estado vinculada a propuestas enfocadas en transparencia, derechos de las mujeres y temas sociales.

## Biografía
Nogales Arispe nació en Cochabamba y pasó parte de su infancia en el municipio de Villa Rivero. Realizó sus estudios secundarios en el Colegio Alemán Santa María, donde obtuvo el título de bachiller en 2007. En 2014, se graduó como licenciada en Ciencias de la Comunicación Social en la Universidad Católica Boliviana San Pablo, sede Cochabamba. Posteriormente, obtuvo diplomados en Políticas de Género, Gestión de las Culturas y Educación Superior. En 2024, completó una maestría en Comunicación Política en el Centro Europeo de Postgrado de Madrid, España.

### Carrera en el ámbito cultural y musical
Desde joven, Nogales ha estado vinculada a la música folclórica boliviana. Integró el grupo femenino Surimana y, en 2019, se unió al grupo La Nueva Proyección, dirigido por Yuri Ortuño. Ha recibido reconocimientos como el primer lugar en el Festival Nacional de la Canción Boliviana "Aquí Canta Bolivia" en la categoría dúo vocal (2007) y la designación de "Ñusta" en el mismo festival en 2006. Actualmente, trabaja en la grabación de un nuevo álbum de música folclórica.

## Trayectoria política
Nogales fue candidata en las elecciones generales de octubre de 2019, que fueron anuladas debido a denuncias de fraude electoral. En 2020, fue nuevamente candidata y resultó electa como diputada por Comunidad Ciudadana.
En la Asamblea Legislativa Plurinacional, ha desempeñado diversos cargos, incluyendo la presidencia del Comité de Relaciones Económicas Internacionales de la Cámara de Diputados y la jefatura alterna de la bancada de Comunidad Ciudadana. También fue miembro de la Comisión de Naciones y Pueblos Indígenas, Culturas e Interculturalidad.
En su labor legislativa, ha promovido proyectos como:
- Ley del Registro Nacional de Deudores de Asistencia Familiar (RENAF): destinada a garantizar el cumplimiento de obligaciones de asistencia familiar en Bolivia.[3] En 2023, su propuesta de ley generó un debate amplio en la opinión pública boliviana y recibió cobertura en medios nacionales como Los Tiempos[4] y El Potosí.[5]
- Ley de Cultura Viva: enfocada en fomentar la economía naranja a través de la participación del sector privado y los actores culturales.
- Ley de Parto Respetado e Intercultural: orientada a mejorar las condiciones del parto en el sistema de salud boliviano.[6][7]

Nogales también ha participado en la fiscalización de instituciones estatales como Impuestos Nacionales, Boliviana de Aviación y la Administración de Aeropuertos y Servicios Auxiliares a la Navegación Aérea (NAABOL). Su trabajo se ha centrado en los sectores de educación y política internacional.

## Historia electoral
| Año                                                       | Cargo    | Alianza | Alianza             | Votos   | Votos  | Votos | Resultados | Referencias |
| Año                                                       | Cargo    | Alianza | Alianza             | Total   | %      | P     | Resultados | Referencias |
| --------------------------------------------------------- | -------- | ------- | ------------------- | ------- | ------ | ----- | ---------- | ----------- |
| 2019                                                      | Diputada |         | Comunidad Ciudadana | 497,844 | 29.83% | 2do   | Anulada    | [ 10 ]      |
| 2020                                                      | Diputada |         | Comunidad Ciudadana | 486,139 | 28.58% | 2do   | Valida     | [ 11 ]      |
| Fuente: Órgano Electoral Plurinacional \| Electoral Atlas |          |         |                     |         |        |       |            |             |